# ادوارد اف مور
ادوارد اف مور (انگلیسی: Edward F. Moore; ۲۳ نوامبر ۱۹۲۵ – ۱۴ ژوئن ۲۰۰۳) یک ریاضی‌دان، استاد دانشگاه، و دانشمند رایانه اهل ایالات متحده آمریکا بود.